# Lygodactylus conradti
Lygodactylus conradti là một loài thằn lằn trong họ Gekkonidae. Loài này được Matschie mô tả khoa học đầu tiên năm 1892.